# Douglas XB-19
Douglas XB-19 là một loại máy bay ném bom cỡ lớn của Quân đoàn Không quân Lục quân Hoa Kỳ.

## Tính năng kỹ chiến thuật (XB-19A)
Đặc điểm tổng quát
- Kíp lái: 18
- Chiều dài: 132 ft 2 in (40,2 m)
- Sải cánh: 212 ft 0 in (64,6 m)
- Chiều cao: 42 ft 9 in (13 m)
- Diện tích cánh: 4.492 ft² (417 m²)
- Trọng lượng rỗng: 140.230 lb (63.500 kg)
- Trọng lượng có tải: 158.930 lb (72.000 kg)
- Trọng lượng cất cánh tối đa: 164.000 lb (74.400 kg)
- Động cơ: 4 × Allison V-3420-11, 2.600 hp (1.940 kW)  mỗi chiếc

 Hiệu suất bay 
- Vận tốc cực đại: 265 mph (230 kn, 426 km/h)
- Vận tốc hành trình: 165 mph (143 kn, 266 km/h)
- Tầm bay: 4.200 mi (3.600 nmi, 6.800 km)
- Tầm bay chuyển sân: 7.750 mi (6.730 nmi, 12.500 km)
- Trần bay: 39.000 ft (12.000 m)
- Vận tốc lên cao: 650 ft/phút (3,3 m/s)
- Tải trên cánh: 35 lb/ft² (170 kg/m²)
- Công suất/trọng lượng: 0,065 hp/lb (110 W/kg)

Trang bị vũ khí

- Súng: 

  - 5 × Súng máy M2 Browning.50 in (12,7 mm)
  - 6 × Súng máy M1919 Browning.30 in (7,62 mm)
  - 2 × pháo 37 mm (1.42 in)
- Bom: 18.700 lb (8.480 kg)